# Golden Globe Awards 2017

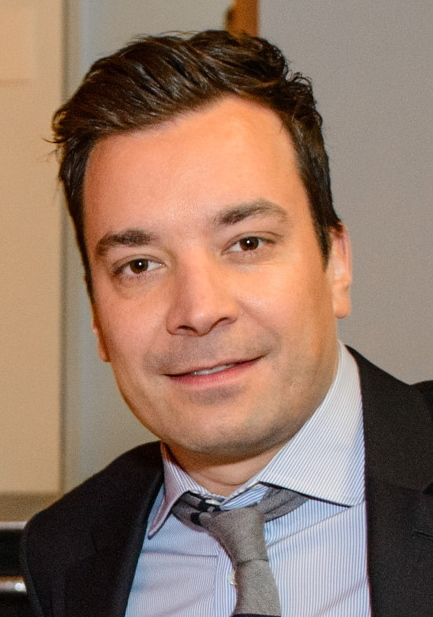
Jimmy Fallon, Moderator der Golden Globe Awards 2017

Die 74. Verleihung der Golden Globe Awards (englisch 74th Golden Globe Awards) fand am 8. Januar 2017 im Beverly Hilton Hotel in Beverly Hills statt. Die Mitglieder der Hollywood Foreign Press Association (HFPA) stimmten über die besten amerikanischen und ausländischen Film- und Fernsehproduktionen sowie Künstler des Vorjahres ab, die im Rahmen eines Galadinners geehrt wurden.
Erfolgreichster Film des Abends wurde La La Land von Damien Chazelle, der in allen sieben nominierten Kategorien ausgezeichnet wurde. Das Musical ist damit der am häufigsten ausgezeichnete Film in der Geschichte der Golden Globe Awards und brach den bisherigen Rekord von je sechs gewonnenen Preisen der Filmproduktionen Einer flog über das Kuckucksnest (1976) und 12 Uhr nachts – Midnight Express (1979). Ebenfalls medial beachtet wurde die politisch engagierte Rede der Ehrenpreisträgerin Meryl Streep, in der sie den künftigen US-Präsidenten Donald Trump kritisierte, ohne dabei seinen Namen zu nennen.
Die Nominierungen wurden am 12. Dezember 2016 von Don Cheadle, Laura Dern und Anna Kendrick bekanntgegeben. Unter diesen fanden sich auch drei Deutsche, die aber leer ausgingen. Regisseurin Maren Ade ging mit ihrer gefeierten Vater-Tochter-Geschichte Toni Erdmann für Deutschland ins Rennen. Zudem wurden auch zwei deutsche Filmkomponisten in der Kategorie Beste Filmmusik nominiert. Volker Bertelmann alias Hauschka hatte gemeinsam mit Dustin O’Halloran die Musik zum Film Lion – Der lange Weg nach Hause geschrieben, Hans Zimmer komponierte gemeinsam mit Pharrell Williams und Benjamin Wallfisch den Soundtrack zum Film Hidden Figures – Unerkannte Heldinnen.

## Nominierte im Bereich Film
| Film                                  | N | A |
| ------------------------------------- | - | - |
| La La Land                            | 7 | 7 |
| Moonlight                             | 6 | 1 |
| Manchester by the Sea                 | 5 | 1 |
| Florence Foster Jenkins               | 4 | 0 |
| Lion – Der lange Weg nach Hause       | 4 | 0 |
| Nocturnal Animals                     | 3 | 1 |
| Hacksaw Ridge – Die Entscheidung      | 3 | 0 |
| Hell or High Water                    | 3 | 0 |
| Elle                                  | 2 | 2 |
| Fences                                | 2 | 1 |
| Jahrhundertfrauen                     | 2 | 0 |
| Arrival                               | 2 | 0 |
| Deadpool                              | 2 | 0 |
| Hidden Figures – Unerkannte Heldinnen | 2 | 0 |
| Loving                                | 2 | 0 |
| Sing                                  | 2 | 0 |
| Vaiana                                | 2 | 0 |

### Bester Film – Drama
präsentiert von Carl Weathers und Sylvester Stallone
Moonlight – Regie: Barry Jenkins
- Hacksaw Ridge – Die Entscheidung (Hacksaw Ridge) – Regie: Mel Gibson
- Hell or High Water – Regie: David Mackenzie
- Lion – Der lange Weg nach Hause (Lion) – Regie: Garth Davis
- Manchester by the Sea – Regie: Kenneth Lonergan

### Bester Film – Komödie/Musical
präsentiert von Jessica Chastain und Eddie Redmayne
La La Land – Regie: Damien Chazelle
- Jahrhundertfrauen (20th Century Women) – Regie: Mike Mills
- Deadpool – Regie: Tim Miller
- Florence Foster Jenkins – Regie: Stephen Frears
- Sing Street – Regie: John Carney

### Beste Regie
präsentiert von Sienna Miller, Zoe Saldana und Ben Affleck
Damien Chazelle – La La Land
- Tom Ford – Nocturnal Animals
- Mel Gibson – Hacksaw Ridge – Die Entscheidung (Hacksaw Ridge)
- Barry Jenkins – Moonlight
- Kenneth Lonergan – Manchester by the Sea

### Bester Hauptdarsteller – Drama
präsentiert von Brie Larson
Casey Affleck – Manchester by the Sea
- Joel Edgerton – Loving
- Andrew Garfield – Hacksaw Ridge – Die Entscheidung (Hacksaw Ridge)
- Viggo Mortensen – Captain Fantastic – Einmal Wildnis und zurück (Captain Fantastic)
- Denzel Washington – Fences

### Beste Hauptdarstellerin – Drama
präsentiert von Leonardo DiCaprio
Isabelle Huppert – Elle
- Amy Adams – Arrival
- Jessica Chastain – Die Erfindung der Wahrheit
- Ruth Negga – Loving
- Natalie Portman – Jackie: Die First Lady (Jackie)

### Bester Hauptdarsteller – Komödie/Musical
präsentiert von Goldie Hawn und Amy Schumer
Ryan Gosling – La La Land
- Colin Farrell – The Lobster
- Hugh Grant – Florence Foster Jenkins
- Jonah Hill – War Dogs
- Ryan Reynolds – Deadpool

### Beste Hauptdarstellerin – Komödie/Musical
präsentiert von Matt Damon
Emma Stone – La La Land
- Annette Bening – Jahrhundertfrauen (20th Century Women)
- Lily Collins – Regeln spielen keine Rolle (Rules Don’t Apply)
- Hailee Steinfeld – The Edge of Seventeen – Das Jahr der Entscheidung (The Edge of Seventeen)
- Meryl Streep – Florence Foster Jenkins

### Bester Nebendarsteller
präsentiert von Ryan Reynolds und Emma Stone
Aaron Taylor-Johnson – Nocturnal Animals
- Mahershala Ali – Moonlight
- Jeff Bridges – Hell or High Water
- Simon Helberg – Florence Foster Jenkins
- Dev Patel – Lion – Der lange Weg nach Hause (Lion)

### Beste Nebendarstellerin
präsentiert von Michael Keaton
Viola Davis – Fences
- Naomie Harris – Moonlight
- Nicole Kidman – Lion – Der lange Weg nach Hause (Lion)
- Octavia Spencer – Hidden Figures – Unerkannte Heldinnen (Hidden Figures)
- Michelle Williams – Manchester by the Sea

### Bestes Drehbuch
präsentiert von Felicity Jones und Diego Luna
Damien Chazelle – La La Land
- Tom Ford – Nocturnal Animals
- Barry Jenkins – Moonlight
- Kenneth Lonergan – Manchester by the Sea
- Taylor Sheridan – Hell or High Water

### Beste Filmmusik
präsentiert von Sting und Carrie Underwood
Justin Hurwitz – La La Land
- Nicholas Britell – Moonlight
- Jóhann Jóhannsson – Arrival
- Dustin O’Halloran und Hauschka – Lion – Der lange Weg nach Hause (Lion)
- Hans Zimmer, Pharrell Williams und Benjamin Wallfisch – Hidden Figures – Unerkannte Heldinnen (Hidden Figures)

### Bester Filmsong
präsentiert von Sting und Carrie Underwood
„City of Stars“ aus La La Land – Justin Hurwitz, Benj Pasek und Justin Paul
„Can’t Stop the Feeling!“ aus Trolls – Justin Timberlake, Max Martin und Shellback
„Faith“ aus Sing – Ryan Tedder, Stevie Wonder und Francis Farewell Starlite
„Gold“ aus Gold – Gier hat eine neue Farbe – Brian Burton, Stephen Gaghan, Daniel Pemberton und Iggy Pop
„How Far I’ll Go“ aus Vaiana (Moana) – Lin-Manuel Miranda

### Bester Animationsfilm
präsentiert von Kristen Wiig und Steve Carell
Zoomania (Zootopia)
- Kubo – Der tapfere Samurai (Kubo and the Two Strings)
- Mein Leben als Zucchini (Ma vie de Courgette)
- Sing
- Vaiana (Moana)

### Bester fremdsprachiger Film
präsentiert von Chris Hemsworth und Gal Gadot
Elle – Frankreich – Regie: Paul Verhoeven
- Divines – Frankreich, Katar – Regie: Houda Benyamina
- Neruda – Chile – Regie: Pablo Larraín
- The Salesman – (Forushande) – Iran, Frankreich – Regie: Asghar Farhadi
- Toni Erdmann – Deutschland, Österreich – Regie: Maren Ade

## Nominierte im Bereich Fernsehen
| Film                                    | N | A |
| --------------------------------------- | - | - |
| American Crime Story                    | 5 | 2 |
| The Night Manager                       | 4 | 3 |
| The Crown                               | 3 | 2 |
| Black-ish                               | 3 | 1 |
| The Night Of – Die Wahrheit einer Nacht | 3 | 0 |
| This Is Us – Das ist Leben              | 3 | 0 |
| Westworld                               | 3 | 0 |
| Atlanta                                 | 2 | 2 |
| American Crime                          | 2 | 0 |
| The Americans                           | 2 | 0 |
| Game of Thrones                         | 2 | 0 |
| Mozart in the Jungle                    | 2 | 0 |
| Mr. Robot                               | 2 | 0 |
| Stranger Things                         | 2 | 0 |
| Transparent                             | 2 | 0 |
| Veep – Die Vizepräsidentin              | 2 | 0 |

### Beste Serie – Drama
präsentiert von Laura Dern und Jon Hamm
The Crown
- Game of Thrones
- Stranger Things
- This Is Us – Das ist Leben (This Is Us)
- Westworld

### Bester Serien-Hauptdarsteller – Drama
präsentiert von Jeffrey Dean Morgan und Priyanka Chopra
Billy Bob Thornton – Goliath
- Rami Malek – Mr. Robot
- Bob Odenkirk – Better Call Saul
- Matthew Rhys – The Americans
- Liev Schreiber – Ray Donovan

### Beste Serien-Hauptdarstellerin – Drama
präsentiert von Laura Dern und Jon Hamm
Claire Foy – The Crown
- Caitriona Balfe – Outlander
- Keri Russell – The Americans
- Winona Ryder – Stranger Things
- Evan Rachel Wood – Westworld

### Beste Serie – Komödie/Musical
präsentiert von Drew Barrymore und Timothy Olyphant
Atlanta
- Black-ish
- Mozart in the Jungle
- Transparent
- Veep – Die Vizepräsidentin (Veep)

### Bester Serien-Hauptdarsteller – Komödie/Musical
präsentiert von Mandy Moore und Milo Ventimiglia
Donald Glover – Atlanta
- Anthony Anderson – Black-ish
- Gael García Bernal – Mozart in the Jungle
- Nick Nolte – Graves
- Jeffrey Tambor – Transparent

### Beste Serien-Hauptdarstellerin – Komödie/Musical
präsentiert von Drew Barrymore und Timothy Olyphant
Tracee Ellis Ross – Black-ish
- Rachel Bloom – Crazy Ex-Girlfriend
- Julia Louis-Dreyfus – Veep – Die Vizepräsidentin (Veep)
- Sarah Jessica Parker – Divorce
- Issa Rae – Insecure
- Gina Rodriguez – Jane the Virgin

### Beste Miniserie oder Fernsehfilm
präsentiert von Nicole Kidman und Reese Witherspoon
American Crime Story (The People v. O. J. Simpson: American Crime Story)
- American Crime
- The Dresser
- The Night Manager
- The Night Of – Die Wahrheit einer Nacht (The Night Of)

### Bester Hauptdarsteller – Miniserie oder Fernsehfilm
präsentiert von Anna Kendrick und Justin Theroux
Tom Hiddleston – The Night Manager
- Riz Ahmed – The Night Of – Die Wahrheit einer Nacht (The Night Of)
- Bryan Cranston – Der lange Weg (All the Way)
- John Turturro – The Night Of – Die Wahrheit einer Nacht (The Night Of)
- Courtney B. Vance – American Crime Story (The People v. O. J. Simpson: American Crime Story)

### Beste Hauptdarstellerin – Miniserie oder Fernsehfilm
präsentiert von Nicole Kidman und Reese Witherspoon
Sarah Paulson – American Crime Story (The People v. O. J. Simpson: American Crime Story)
- Felicity Huffman – American Crime
- Riley Keough – The Girlfriend Experience
- Charlotte Rampling – London Spy
- Kerry Washington – Auf Treu und Glauben (Confirmation)

### Bester Nebendarsteller – Serie, Miniserie oder Fernsehfilm
präsentiert von Naomi Campbell und Matt Bomer
Hugh Laurie – The Night Manager
- Sterling K. Brown – American Crime Story (The People v. O. J. Simpson: American Crime Story)
- John Lithgow – The Crown
- Christian Slater – Mr. Robot
- John Travolta – American Crime Story (The People v. O. J. Simpson: American Crime Story)

### Beste Nebendarstellerin – Serie, Miniserie oder Fernsehfilm
präsentiert von Kristen Bell und Cuba Gooding Jr.
Olivia Colman – The Night Manager
- Lena Headey – Game of Thrones
- Chrissy Metz – This Is Us – Das ist Leben (This Is Us)
- Mandy Moore – This Is Us – Das ist Leben (This Is Us)
- Thandie Newton – Westworld

## Cecil B. DeMille Award – Preis für ein Lebenswerk
präsentiert von Viola Davis
Meryl Streep, amerikanische Schauspielerin

## Miss Golden Globes
präsentiert von Sofía Vergara
Scarlet, Sistine und Sophia Stallone (Töchter von Sylvester Stallone)